# Pongah indooroopilly
Pongah indooroopilly is een rechtvleugelig insect uit de familie Mogoplistidae. De wetenschappelijke naam van deze soort is voor het eerst geldig gepubliceerd in 1983 door Otte & Alexander.